# Ashland megye (Ohio)
Ashland megye az Amerikai Egyesült Államokban, azon belül Ohio államban található. Megyeszékhelye Ashland. Lakosainak száma 52 447 fő (2020. április 1.). Ashland megye Lorain, Medina, Wayne, Holmes, Knox, Richland és Huron megyékkel határos.

## Népesség
A megye népességének változása:
| Lakosok száma | 53 327 | 53 296 | 53 199 | 53 043 | 53 213 | 52 447 |
|               | 2010   | 2011   | 2012   | 2013   | 2015   | 2020   |